# Fútbol femenino en los Juegos del Pacífico Sur 2007
El torneo de fútbol femenino en los Juegos del Pacífico de 2007 fue la segunda edición del torneo de fútbol femenino de los Juegos del Pacífico. La competencia se celebró en Samoa del 25 de agosto al 7 de septiembre de 2011 y la final se jugó en el Estadio Nacional en Apia.
Este torneo fue la primera etapa de calificación para el Torneo Preolímpico Femenino de la OFC 2008. Solo Papúa Nueva Guinea pasó a la etapa 2.
Vanuatu fue incluido inicialmente como participante, pero se retiró antes del sorteo.

## Sorteo
| Grupo A                                                                    | Grupo B                                    |
| -------------------------------------------------------------------------- | ------------------------------------------ |
| - Papúa Nueva Guinea - Fiyi - Islas Cook - Islas Salomón - Samoa Americana | - Tonga - Tahití - Samoa - Nueva Caledonia |

## Fase de grupos

### Grupo A
| Equipo             | PJ | PG | PE | PP | GF | GC | Dif. | Pts. |
| ------------------ | -- | -- | -- | -- | -- | -- | ---- | ---- |
| Fiyi               | 4  | 4  | 0  | 0  | 11 | 1  | +10  | 12   |
| Papúa Nueva Guinea | 4  | 3  | 0  | 1  | 14 | 2  | +12  | 9    |
| Islas Salomón      | 4  | 1  | 1  | 2  | 4  | 8  | -4   | 4    |
| Islas Cook         | 4  | 0  | 2  | 2  | 4  | 10 | -6   | 2    |
| Samoa Americana    | 4  | 0  | 1  | 3  | 1  | 13 | -12  | 1    |

| 25 de agosto de 2007 | Papúa Nueva Guinea                                                   | 6-0     | Samoa Americana | Estadio Nacional, Apia, |                         |
| 12:30                | Konalalai 41', 45+1' · Siniu 44' · Banabas 55' · Midi 68' · Alau 89' | Reporte |                 | Árbitro(s): Lencie Fred | Árbitro(s): Lencie Fred |

| 25 de agosto de 2007 | Fiyi                                    | 4-1     | Islas Cook  | Estadio Nacional, Apia,   |                           |
| 15:00                | Ratu 17' · Vatulili 57', 70' · Regu 78' | Reporte | Patia 81' · | Árbitro(s): Chris Lengata | Árbitro(s): Chris Lengata |

| 28 de agosto de 2007 | Samoa Americana | 1-1     | Islas Cook   | Estadio Nacional, Apia,     |                             |
| 15:00                | Makiasi 63' ·   | Reporte | Urirau 24' · | Árbitro(s): Job Ponis Minan | Árbitro(s): Job Ponis Minan |

| 28 de agosto de 2007 | Papúa Nueva Guinea                 | 4-0     | Islas Salomón | Estadio Nacional, Apia,   |                           |
| 18:00                | Banabas 12', 44' · Agunam 65', 72' | Reporte |               | Árbitro(s): Chris Lengata | Árbitro(s): Chris Lengata |

| 30 de agosto de 2007 | Samoa Americana | 0-3     | Fiyi                           | Estadio Nacional, Apia,  |                          |
| 12:30                |                 | Reporte | Kurikaba 45+3' · Moce 55', 72' | Árbitro(s): Fiti Aimaasu | Árbitro(s): Fiti Aimaasu |

| 30 de agosto de 2007 | Islas Cook   | 1-1     | Islas Salomón | Estadio Nacional, Apia, |                      |
| 15:00                | Hewett 42' · | Reporte | Samani 50' ·  | Árbitro(s): Neil Fox    | Árbitro(s): Neil Fox |

| 1 de septiembre de 2007 | Islas Salomón                       | 3-0     | Samoa Americana | Estadio Nacional, Apia,  |                          |
| 10:00                   | Annie 13' · Daudau 39' · Jusuts 58' | Reporte |                 | Árbitro(s): Fiti Aimaasu | Árbitro(s): Fiti Aimaasu |

| 1 de septiembre de 2007 | Papúa Nueva Guinea | 0-1     | Fiyi        | Estadio Nacional, Apia, |                         |
| 15:00                   |                    | Reporte | Vanua 14' · | Árbitro(s): Lencie Fred | Árbitro(s): Lencie Fred |

| 3 de septiembre de 2007 | Islas Cook    | 1-4     | Papúa Nueva Guinea                    | Estadio Nacional, Apia, |                      |
| 10:00                   | Mustonen 1' · | Reporte | Banabas 42', 80' · Midi 45' · Aka 83' | Árbitro(s): Neil Fox    | Árbitro(s): Neil Fox |

| 3 de septiembre de 2007 | Islas Salomón | 0-3     | Fiyi                     | Estadio Nacional, Apia,    |                            |
| 15:00                   |               | Reporte | Kurikaba 11', 49', 64' · | Árbitro(s): Averii Jacques | Árbitro(s): Averii Jacques |

### Grupo B
| Equipo          | PJ | PG | PE | PP | GF | GC | Dif. | Pts. |
| --------------- | -- | -- | -- | -- | -- | -- | ---- | ---- |
| Tahití          | 3  | 2  | 1  | 0  | 6  | 0  | +6   | 7    |
| Tonga           | 3  | 1  | 2  | 0  | 2  | 0  | +2   | 5    |
| Samoa           | 3  | 1  | 1  | 1  | 2  | 4  | -2   | 4    |
| Nueva Caledonia | 3  | 0  | 0  | 3  | 0  | 6  | -6   | 0    |

| 30 de agosto de 2007 | Tonga           | 2-0     | Nueva Caledonia | Estadio Nacional, Apia,    |                            |
| 12:30                | Feke 47', 87' · | Reporte |                 | Árbitro(s): Finau Vulivuli | Árbitro(s): Finau Vulivuli |

| 30 de agosto de 2007 | Tahití                                                             | 4-0     | Samoa | Estadio Nacional, Apia, |                         |
| 18:00                | Hauata 31' · Bryce 31 (a.g.)' · Marmouyet 45+2' · M. Marmouyet 88' | Reporte |       | Árbitro(s): Nelson Sogo | Árbitro(s): Nelson Sogo |

| 1 de septiembre de 2007 | Tahití | 0-0     | Tonga | Estadio Nacional, Apia, |                         |
| 10:00                   |        | Reporte |       | Árbitro(s): Nelson Sogo | Árbitro(s): Nelson Sogo |

| 1 de septiembre de 2007 | Nueva Caledonia | 0-2     | Samoa                  | Estadio Nacional, Apia,      |                              |
| 20:30                   |                 | Reporte | Davies 7' · Lemana 81' | Árbitro(s): Salaiau Sosongan | Árbitro(s): Salaiau Sosongan |

| 3 de septiembre de 2007 | Nueva Caledonia | 0-2     | Tahití          | Estadio Nacional, Apia,    |                            |
| 18:00                   |                 | Reporte | Hauata 60', 78' | Árbitro(s): Finau Vulivuli | Árbitro(s): Finau Vulivuli |

|       | Tonga | 0-0     | Samoa | Estadio Nacional, Apia,   |                           |
| 20:00 |       | Reporte |       | Árbitro(s): Chris Lengata | Árbitro(s): Chris Lengata |

## Fase final

### Semifinales
| 5 de septiembre de 2007 | Fiyi | 0-1     | Tonga             | Estadio Nacional, Apia,  |                          |
| 12:30                   |      | Reporte | Feke 80 (pen.)' · | Árbitro(s): Fiti Aimaasu | Árbitro(s): Fiti Aimaasu |

| 5 de septiembre de 2007 | Papúa Nueva Guinea                                 | 5-0     | Tahití | Estadio Nacional, Apia, |                         |
| 20:30                   | Midi 55' · Banabas 62', 65' · Alau 80' · Winas 85' | Reporte |        | Árbitro(s): Lencie Fred | Árbitro(s): Lencie Fred |

### Partido por la medalla de bronce
| 7 de septiembre de 2007 | Fiyi           | 1-0     | Tahití | Estadio Nacional, Apia, |                       |
| 15:00                   | Vatulili 49' · | Reporte |        | Árbitro(s): Job Minan   | Árbitro(s): Job Minan |

### Partido por la medalla de oro
| 7 de septiembre de 2007 | Tonga      | 1-1 (0-2 t. s.) | Papúa Nueva Guinea                   | Estadio Nacional, Apia, |                      |
| 20:30                   | Feke 21' · | Reporte         | Winas 69' · Midi 108' · Banabas 119' | Árbitro(s): Neil Fox    | Árbitro(s): Neil Fox |

Nota: el gol de Penateti Feke en la final le dio la Bota de Oro del torneo (con 4 goles) y marcó la primera vez en la historia de los Juegos del Pacífico Sur que un solo jugador ha marcado todos los goles de su equipo en el camino a la final.

## Goleadoras
8 goles
- Lydia Banabas

4 goles
| - Adiela Kurikaba | - Ara Midi | - Penateti Feke |

2 goles
| - Unaisi Vatulili | - Gloria Hauata |  |

1 gol
| - Jasmine Makiasi - Teremoana Hewett - Isabel Irirau - Regina Mustonen - Tupou Patia - Asena Reba Ratu | - Naomi Regu - Kinisimere Vanua - Margaret Aka - Deslyn Siniu - Natalie Davies - Semeatu Lemana | - Crystal Annie - Margaret Daudau - Diane Jusuts - Layda Samani - Maima Marmouyet - Mimosa Marmouyet |

Autogoles
- Henifa Bryce (contra  Tahití)